# 統一列車在奔馳
統一列車在奔馳（：／ tong-illyeolcha dallinda）是一首朝鮮歌曲，由朴山雲作詞，莫永日作曲，於1961年發表。

## 簡介
歌詞內容主要有關朝鮮向韓國輸送物資，例如重型動力機械及以維尼綸為原料製作而成的衣服，以及放在統一列車上對同胞的愛。
此歌曲發表時，韓國並未開始經歷漢江奇蹟，而朝鮮那時候在經濟上比韓國更有優勢。

## 相關頁面
- DPRK-POP